# برنتس
برنتس نام رودی است که  به دانوب می‌ریزد. این رود از کشور آلمان می‌گذرد.